# Centory
Centory − niemiecka grupa muzyczna tworząca muzykę eurodance założona w 1994 roku. Najbardziej znana z utworów "Point Of No Return" oraz "Girl You Know It's True".

## Albumy
- 1994 Alpha Centory

## Single
- 1994 "Point Of No Return"

"Point Of No Return remixes"
"Take It To The Limit"
- 1995 "Take It To The Limit remixes"

"Eye In The Sky"
"The Spirit"
- 1996 "Girl You Know It's True"